# 아세톤-뷰탄올-에탄올 발효

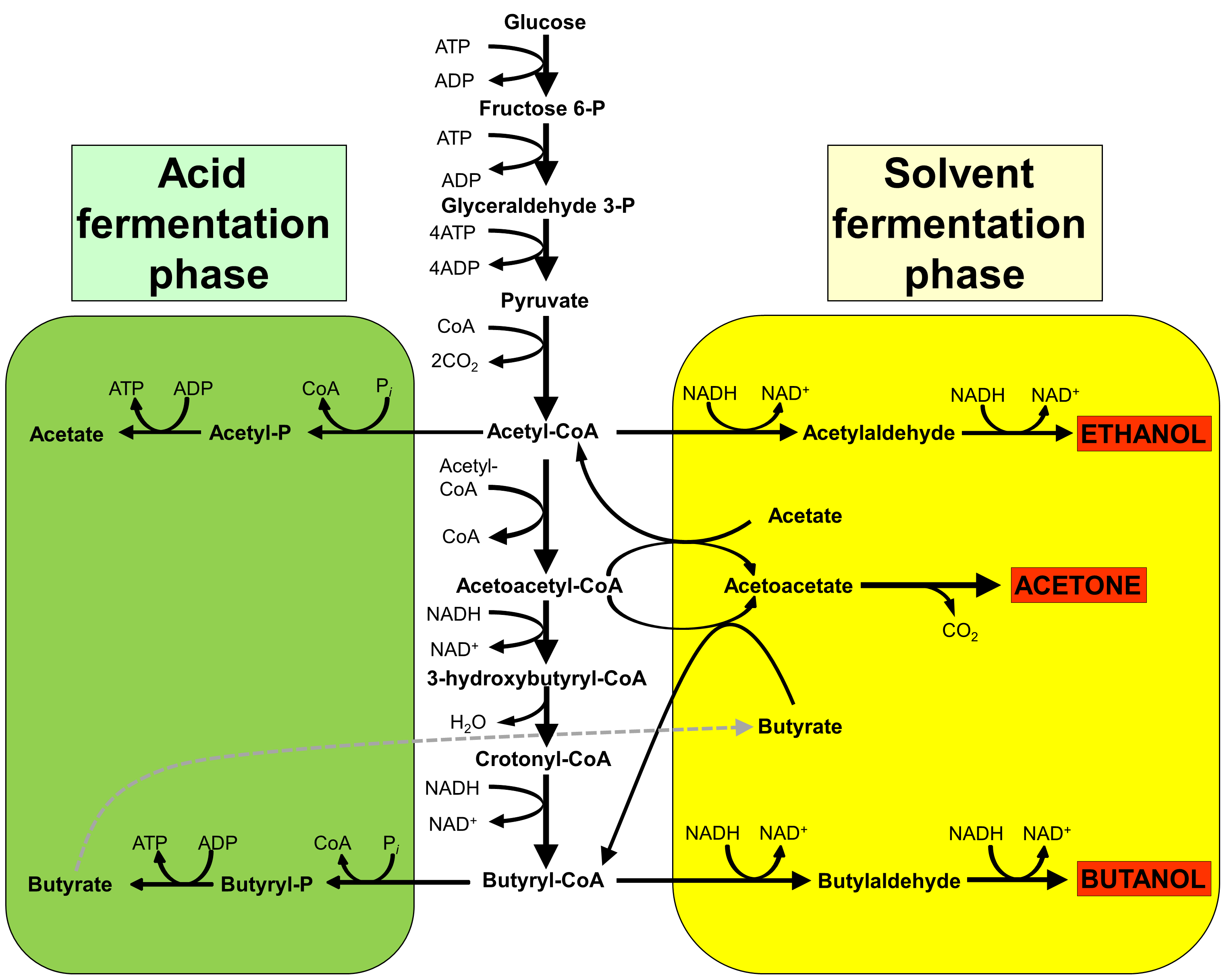
이 그림은 클로스트리디아의 아세톤-뷰탄올-에탄올 발효의 경로를 보여준다.

아세톤-뷰탄올-에탄올 발효(acetone–butanol–ethanol fermentation, ABE fermentation)는 탄수화물에서 아세톤과 1-뷰탄올, 에탄올을 생산하는 과정이다. 제 1차 세계대전에서 영국이 무연화약인 코르다이트를 만들기 위해 주로 사용했으며,  생물학적 반응으로 뷰탄올을 생성하기 때문에, 바이오 뷰탄올 제조 과정으로 취급되기도 한다.

## 과정
ABE 발효과정은 효모가 알코올 발효 하는 과정과 비슷하다. 클로스트리디움과의 세균을 이용하며, 시작물질은 녹말이나 글루코스와 같은 탄수화물을 이용한다. 또한 발효가 완료되면 아세톤, 뷰탄올, 에탄올이 각각 3:6:1의 비율로 생성되는 것이 특징이다.

## 역사
- 1861년 루이 파스퇴르가 처음으로 발견하였다.
- 1910년 프랑스의 생물학자 Auguste Fernbach가 박테리아를 이용해 감자 전분으로부터 부탄올을 생성하는 과정을 개발했다.
- 1916년, 하임 바이츠만이 발효에 사용되는 클로스트리디움과 세균을 분리해내고, 산업적 이용의 시초가 되었다.

그러나 1차 대전 종결 이후 석유에서 아세톤, 뷰탄올, 에탄올을 뽑아 낼 수 있게 되며 상대적으로 수익률이 낮은 ABE 발효 산업은 사장되었다.

### 현대에서
바이오 에탄올, 뷰탄올 생성과정으로 주목받고 있다.